# Woest en ledig

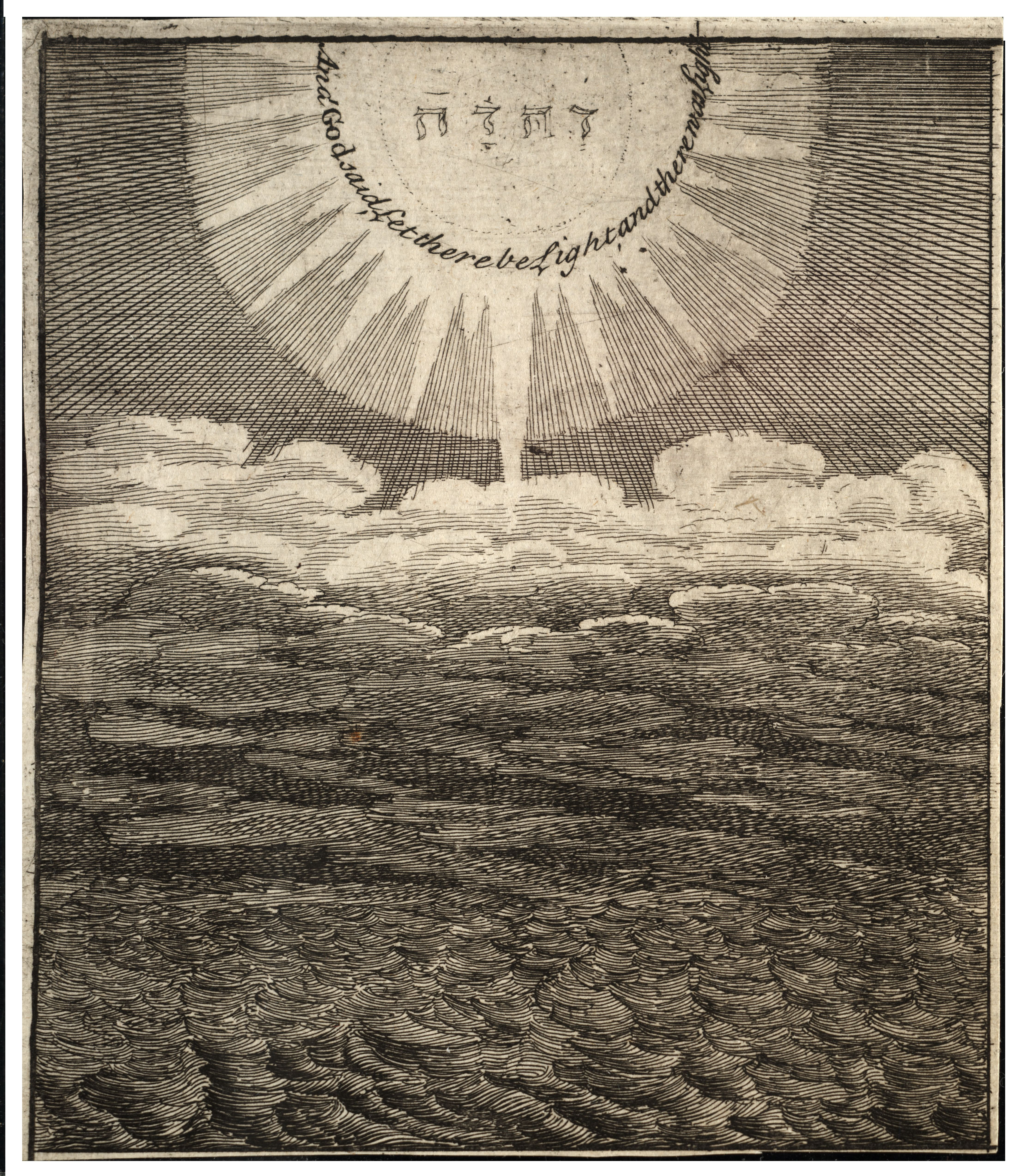
Gravure van Wenceslas Hollar (1607 — 1677), de schepping van het licht, met onder het licht zijn interpretatie van de oorspronkelijke chaos.

De term woest en ledig (Hebreeuws: תֹהוּ וָבֹהוּ, ṯōhoe wā-ḇōhoe) stamt uit de Nederlandse Bijbelvertaling uit 1951 van Genesis 1:1-2, waarin de toestand van de aarde wordt beschreven vlak voordat God het licht schiep:
In den beginne schiep God de hemel en de aarde. De aarde nu was woest en ledig, en duisternis lag op de vloed, en de Geest Gods zweefde over de wateren.
De Nieuwe Bijbelvertaling gebruikt 'woest en doods' als vertaling.
Volgens sommige christenfundamentalistische interpretaties (die het scheppingsverhaal letterlijk nemen), zit er een hiaat tussen de eerste twee zinnen. Volgens hen kan de aarde niet meteen na de schepping woest en ledig zijn geweest. Daar zou tijd tussen hebben gezeten. Dit vormt grond voor de hiaattheorie.
De term komt nog een aantal andere keren voor in de Hebreeuwse Bijbel:
1. Jesaja 24:1: "Ziet, de HEERE maakt het land ledig, en Hij maakt het woest; en Hij keert deszelfs gestaltenis om, en Hij verstrooit zijn inwoners."
2. Jesaja 34:11: "Maar de roerdomp en de nachtuil zullen het erfelijk bezitten, en de schuifuit, en de raaf zal daarin wonen; want Hij zal een richtsnoer der woestigheid over hen trekken, en een richtlood der ledigheid."
3. Jeremia 4:23: "Ik zag het land aan, en ziet, het was woest en ledig; ook naar den hemel, en zijn licht was er niet."

## Rabbijnse interpretatie

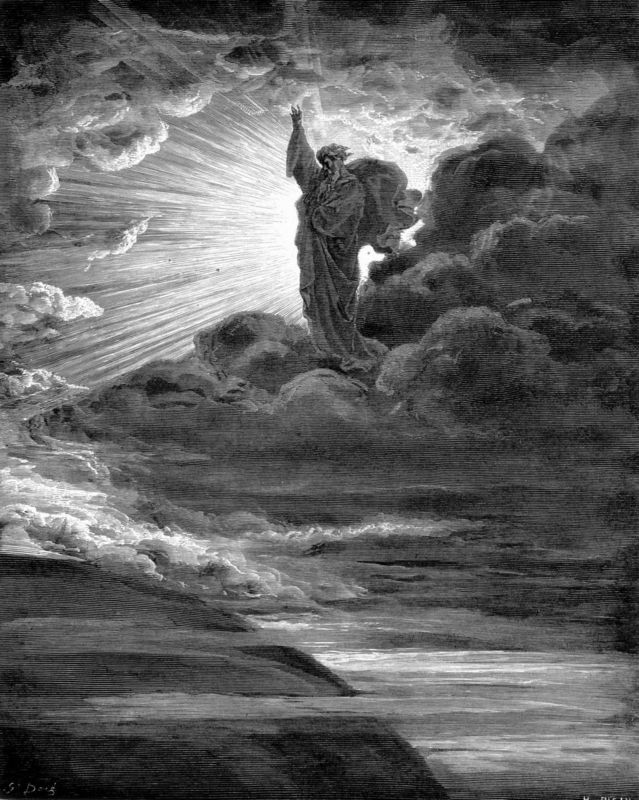
De schepping van het licht door Gustave Doré

In de vroege rabbijnse periode was het vers een twistpunt met betrekking tot de kwestie van creatio ex nihilo. In Genesis Rabba 1:14 weerlegt Rabbi Akiva de gnostische en andere ketterse opvattingen dat materie oorspronkelijk bestond en dat God alleen de wereld heeft geschapen. In Genesis Rabba 2:2 geven rabbijnen Abbahu en Juda ben Simon analogieën waarin ṯōhoe wā-ḇōhoe "verbijsterd en verbaasd" betekent (mentaal vormloos en leeg), verwijzend naar de verwarring van de aarde nadat deze, gelijktijdig geschapen met de hemel in Genesis 1:1, nu onmiddellijk een ondergeschikte rol speelt.
Abraham Bar Hiyya (12e eeuw) was de eerste die de tohoe en bohoe van Genesis 1:2 interpreteerde als "materie" en "vorm"; hetzelfde idee komt voor in Bahir 2:9–10.
Mogelijk gerelateerd aan het concept van "vormloos en leeg" is de Jesod hapashoet (יְסוֹד הפשוט, "eenvoudig element") in de Kabbala, waarin "alles verenigd is als één, zonder differentiatie". ArtScroll's Stone Edition Chumash vertaalt de uitdrukking als "verbazingwekkend leeg". ArtScroll vertaalt in overeenstemming met Rasji, de invloedrijke middeleeuwse Joodse bijbelcommentator op de Tenach.

## Uitdrukking
De term tohoe wabohoe, wordt in het Nederlands gebruikt voor een toestand van chaos en verwarring.
De uitdrukking "woest en ledig" wordt voor allerlei onderwerpen gebruikt, zoals in de titel van een boek over de eerste periode van Nederland, voor Willibrord: Woest en ledig? Nederland vóór Willibrord, A.-H. de Jong, e.a.
Er bestaat een cabaretduo TohoeWabohoe.